# 瓦列留·拉泽尔

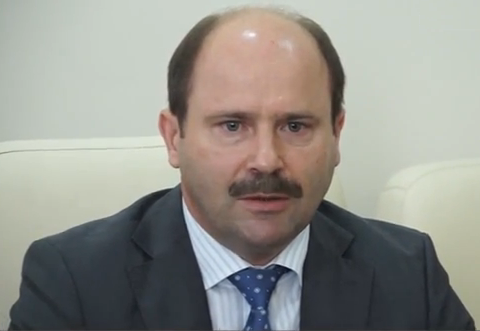
瓦列留·拉泽尔，攝於2015年

瓦列留·拉泽尔（羅馬尼亞語：Valeriu Lazăr，1968年5月20日—）是一名摩爾多瓦的政治人物，目前隸屬於摩爾多瓦民主黨。2009年到2013年，他是摩爾多瓦經濟部長、副總理。2013年起，拉泽尔不再擔任摩爾多瓦副總理。2014年7月2日，拉泽尔宣佈辭去摩爾多瓦經濟部長一職。